# El retorno de Odiseo
El retorno de Odiseo (también conocido como Penélope con sus pretendientes) es un fresco del pintor Pinturicchio, realizado en 1509, que se encuentra en la National Gallery de Londres. Procedente del Palacio Petrucci de la ciudad italiana de Siena, formó parte de una serie de frescos junto a El triunfo de la Castidad y Coriolano persuadido por su familia de Luca Signorelli. Probablemente fueron encargados por Pandolfo Petrucci con motivo de la boda de su primogénito Borghese Petrucci con Victoria Piccolomini.

## El tema
Odiseo o Ulises fue el héroe más destacado por su astucia, lo que le permitió regresar desde Troya tras la guerra a su patria Ítaca a través de una infinidad de pruebas y problemas causados por Poseidón. Sus episodios son inspiradores de multitud de obras de arte, especialmente los relatos de sus encuentros con las sirenas, su descenso a los infiernos o el regreso disfrazado de mendigo a su patria donde observa la fidelidad de su esposa Penélope.
Esta, después de veinte años de ausencia de su marido, era acosada por múltiples pretendientes de los que se desembarazaba acordando elegir esposo cuando terminara de tejer un tapiz en el que trabajaba de día pero que destejía por la noche, por lo que nunca acababa y así mantenía su fidelidad a Ulises.
El tema fue desarrollado por diversos artistas, como por ejemplo Gustave Moreau en su obra Los pretendientes.

## Descripción de la obra

Ulises y las sirenas (Waterhouse), 1891, John William Waterhouse.

Pinturicchio describe a los personajes representándolos con ropajes cortesanos de su época. Penélope es sorprendida sentada al telar donde teje su interminable tapiz en el momento en que su hijo Telémaco, en primer plano, se presenta ante ella, seguido de los sorprendidos pretendientes y de su padre Ulises, todavía en el umbral, sacándose el sombrero. Ulises, cuyo modelo iconográfico suele ser el de un hombre barbado con gorro cónico, aquí luce una imagen muy renacentista, obviando los patrones clásicos.
Al fondo, más allá del ventanal, aparece su barco (un galeón renacentista) anclado en el puerto en alusión a su viaje, la Odisea que relató Homero. En el paisaje se presentan también algunos episodios anteriores al regreso de Ulises, como la conversión de sus compañeros de viaje en cerdos por la hechicera Circe o al propio Ulises atado al mástil de su barco para escuchar a las sirenas sin ser fatalmente atraído por ellas. La escena también oculta alusiones políticas, con los escollos que simbolizan los peligros pasados por Siena a manos de César Borgia, a punto de conquistarla, y Ulises sería el propio Pandolfo Petrucci, precedido por su hijo, que regresa del exilio. Odiseo, vestido como mendigo, se salta el orden de espera de los pretendientes, incómodos ante el regreso del marido de Penélope.
Los temas moralizantes de este fresco y sus compañeros fueron muy del gusto de la nobleza local. La perspectiva proporcionada, el encuadre en pronunciado escorzo y las grandes figuras denotan la monumentalidad alcanzada por Pinturicchio en su última época. A pesar de los daños sufridos con el tiempo, aun se mantienen muchos detalles cuidadosos, como el arco y la aljaba de Ulises colgados en el marco a la izquierda, las joyas y telas, o de vivo naturalismo, como la doncella y el gato jugando con un ovillo delante.